# 4323 Hortulus
4323 Hortulus је астероид главног астероидног појаса са средњом удаљеношћу од Сунца која износи 2,246 астрономских јединица (АЈ).
Апсолутна магнитуда астероида је 13,6.